# کولوی (شهرستان پینژسکی، استان آرخانگلسک)
کولوی (به لاتین: Kuloy) یک منطقهٔ مسکونی در روسیه است که در استان آرخانگلسک واقع شده‌است.